# Basilosaurus
Basilosaurus (tillfälligt Zeuglodon) är ett utdött släkte av valar, som levde för 40 - 34 miljoner år sedan under sen eocen. Basilosaurusen var ett rovdjur och tros ha varit det största djuret under sin tid. Det var det första helt marina valsläktet. Basilosaurusen var upp till 20 meter lång, hade en mycket långsträckt kropp, litet huvud och handskliknande lemmar (som är helt tillbakabildade på dagens valdjur).
Fossil från minst två andra arter av denna grupp har hittats i Egypten och Pakistan. 
De var både långsmalare, och mer rörliga, än nutida valar. Fossilen studerades och namngavs av den amerikanska  paleontologen
Richard Harlan, som trodde att de var marina reptiler och gav dem namnet Kungsödla. När Richard Owen identifierat dem som däggdjur föreslog han ett namnbyte till Zeuglodon, men det var inte möjligt.